# Schizembia hirsuta
Schizembia hirsuta är en insektsart som beskrevs av Ross 2003. Schizembia hirsuta ingår i släktet Schizembia och familjen Anisembiidae. Inga underarter finns listade.